# Théodore Dufaure de Lajarte
Théodore Dufaure de Lajarte, né le 10 juillet 1826 à Bordeaux et mort le 21 juin 1890 à Paris, est un musicographe, compositeur et bibliothécaire français.

## Biographie
Fils d'Antoine Dufaure de Lajarte, colonel de cavalerie, brigadier des gardes du corps du roi et chevalier de Saint-Louis, et de Célestine Manuelle d'Arche de Lasalle, Théodore de Lajarte est aujourd’hui connu pour son travail d’archiviste à l’Opéra de Paris dont il fut le second bibliothécaire à partir de 1873, mais il a aussi abordé le théâtre. Il a ainsi fourni la musique de Monsieur de Floridor, un acte en deux tableaux, paroles de Nuitter et Tréfeu, joué en 1880 à l’Opéra-Comique avec Belhomme (Mathurin), Grivot (Floridor) et Mlle Ducasse (Thérèse). En 1886, il a donné à l’Opéra les Jumeaux de Bergame, ballet-pantomime en un acte, d’après Florian, par Nuitter et Mérante,  avec Mlle Sanlaville (Arlequin Senior) et Mlle Subra (Caroline), très favorablement accueilli. On cite également le Secret de l’Oncle Vincent, Mam’selle Pénélope, le Neveu de Gulliver, le Portrait et le Roi de Carreau.
En tant que musicographe, il a laissé des réductions pour piano et chant d’anciens opéras et ballets français, en tout soixante-deux ouvrages en neuf séries sous le titre de Chefs-d’œuvre classiques de l’opéra français. 
Marié à Amélie Gauthier de La Touche, il est le père de l'amiral Louis-Henri Dufaure de Lajarte
Il est inhumé au cimetière de Montmartre.

## Sources
- Albert Lavignac, Lionel de La Laurencie, Encyclopédie de la musique et dictionnaire du Conservatoire, vol. 3, Paris, C. Delagrave, 1913, p. 1788-9.